# Хусейн ибн Али аль-Хашими
Хусе́йн ибн Али́ аль-Хашими́ (араб. حسين بن علي الهاشمي‎; 1853, Стамбул, Османская империя — 4 июня 1931, Амман, Иордания) — шериф Мекки, основатель и первый король Хиджаза с 1916 по 1924 год из династии Хашимитов.

## Биография
Стал новым шерифом Мекки в 1908 году после смещения Али ибн Абдаллы. В это время ему было около 60 лет. Ранние годы он провел среди бедуинов Хиджаза, но большую часть жизни прожил в Стамбуле, где султан держал его при себе в качестве заложника. Утвердившись у власти, Хусейн проявил стремление сделаться независимым правителем Хиджаза и подчинить себе другие области Аравийского полуострова.
В борьбе против Османской империи мекканский шериф опирался на арабских националистов и на британцев. В 1914 году один из его сыновей — Фейсал установил связи с младоарабами и дамаскими реформаторами. Тогда же другой сын, Абдалла, наладил контакты с британской администрацией в Египте. Вначале сдержанные, отношения с европейцами заметно оживились во время Первой мировой войны. Британцы рекомендовали шерифу воспользоваться ситуацией и поднять антитурецкое восстание.
В 1915 году было достигнуто тайное соглашение, по которому Великобритания обещала признать и гарантировать независимость арабского государства с территорией, включающей в себя весь Аравийский полуостров кроме Адена, Сирию, Палестину и Ирак.
В июне 1916 года мекканский шериф Хусейн призвал арабское население начать восстание против турок. Отряды восставших под командованием сыновей Хусейна — эмиров Али, Абдаллы, Фейсала и Зейда быстро захватили Джидду, порты Янбу и Умм Ледж. Расквартированный в Мекке турецкий гарнизон капитулировал. 2 ноября 1916 года собрание арабских эмиров провозгласило Хусейна королём арабской нации. Тогда же в Мекке было образовано арабское правительство, ключевые посты в котором занимали сыновья короля. Али стал премьер-министром, Абдалла — министром иностранных дел, Фейсал — министром внутренних дел. Великобритания и Франция признали Хусейна только королём Хиджаза. Этот титул в конце концов и закрепился за ним.
В 1917 году эмир Фейсал совершил рейд через пустыню и занял порт Акаба на северной оконечности Красного моря. В следующем году туркам было нанесено сокрушительное поражение в Палестине, оправиться от которого они уже не смогли. В середине 1918 года армия Фейсала взяла Маан и совместно с англичанами вступила в Сирию. 30 сентября был взят Дамаск. Но из всех захваченных территорий Фейсал I получил под своё управление только восточную Сирию. Остальные земли перешли под контроль союзников. На самом деле Великобритания и Франция не собирались выполнять договоренности, заключенные с Хусейном. Из обещанных ему провинций Палестина и Ирак оказались оккупированы англичанами, а Сирия и Ливан — французами. Мечта Хусейна о создании великого арабского королевства осталась неосуществленной.
Король Хусейн ибн Али решил объединить под своей властью Аравийский полуостров. Здесь король встретил противника в лице риядского эмира и правителя Неджда Абдул-Азиза II (1904—1926). Предки последнего на протяжении полутора веков вели упорные войны за объединение Аравии. С осени 1917 года между шерифом и Саудидами начались вооруженные столкновения из-за приграничных оазисов Тураба и Эль-Хурма, считавшихся воротами Хиджаза на пути из Неджда. В мае 1919 года сын Хусейна Абдалла захватил Турабу, но через несколько дней недждийцы атаковали его отряд и наголову разбили. Саудиды готовились напасть на Хиджаз, но в июне англичане вступились за своего союзника, потребовав от Абдул-Азиза ибн Сауда оставить Турабу и Эль-Хурму. Английские войска прибыли в Джидду, и Саудиды вынуждены были отступить.
В 1921 году англичане сделали одного из сыновей Хусейна — Фейсала I — королём Ирака, а другого — Абдаллу I — эмиром Трансиордании. К несчастью для себя, Хусейн не удовлетворился этим: он протестовал против передачи французам мандата на управление Сирией, а англичанам — Палестиной. Он отказался ратифицировать Версальский договор и даже отверг предложение о заключении англо-хиджазского договора, хотя весьма нуждался в поддержке английских войск. Вместо этого он продолжал добиваться исполнения обещаний, данных во время войны, и тем самым окончательно рассорился со своими европейскими покровителями.
В марте 1924 года Хусейн ибн Али объявил себя халифом всех мусульман, положив начало Шарифскому халифату.
В 1924 году недждийский эмир Абдул-Азиз ибн Сауд возобновил военные действия против Хиджаза. Вооруженные отряды ваххабитов развернули наступление на Хиджаз. Англичане на этот раз демонстративно хранили нейтралитет, а собственные войска Хусейна терпели поражение за поражением. В этих условиях знать Хиджаза собралась 6 октября 1924 года в Джидде и вынудила Хусейна отречься от престола в пользу своего старшего сына Али, который стал вторым и последним королём Хиджаза из династии Хашимитов.
Новый король Али ибн Хусейн с несколькими сотнями своих сторонников отступил в Джидду. Ваххабиты овладели всем Хиджазом, заняли Мекку и начали осаду Джидды. 6 декабря 1925 года пала Медина, а 22 декабря, лишенный поддержки Али покинул Джидду. Завоеванный Хиджаз был аннексирован Саудидами.

## Жёны и дети
Король Хусейн ибн Али имел четыре жены и восемь детей с тремя из них (пять сыновей и три дочери):
с первой женой Абдией:
Али ибн Хусейн (1879—1935) — в 1924—1925 король Хиджаза;
принц Хасан (умер молодым);
Абдалла ибн Хусейн (1882—1951) — эмир, позднее король Трансиордании;
принцесса Фатима;
Фейсал I (1883—1933) — в 1920 король Сирии, в 1921—1933 король Ирака.
со второй женой Мадихой:
принцесса Салеха.
с третьей женой Адилей Ханум:
принцесса Сара;
принц Зейд (1898—1970).